# 1+9+8+2
Albums de Status Quo
Never Too Late''
(1981) Back to Back
(1983)
Singles
1. Dear John
Sortie : 19 mars 1982
2. She Don't Fool Me
Sortie : 4 juin 1982

1+9+8+2 (aussi appelé 1+9+8+2 = XX ou simplement 1982) est le quinzième album du groupe de rock anglais Status Quo. Il est produit par le groupe et sort le 24 avril 1982 sous le label Vertigo Records.

## Historique
Cet album est enregistré fin 1981, début 1982, en Suisse dans les studios Mountain de Montreux. Il est le premier album avec le nouveau batteur, Pete Kircher, qui remplace John Coghlan. Ce dernier a quitté le groupe lors des répétitions qui précèdent l'enregistrement de l'album. Il est aussi le premier album du groupe sur lequel le claviériste Andy Bown est crédité comme membre à part entière du groupe. Avec cet album, le groupe fête les vingt ans de son existence, d'où son titre : en additionnant les quatre chiffres, on obtient le total de vingt.
Il atteint la première place des classements musicaux britanniques et est certifié disque d'or. Deux singles sortent pour promouvoir l'album, Dear John (UK # 10) et She Don't Fool Me (UK # 36).

## Liste des titres

### Face 1
| No | Titre                | Auteur                      | Durée |
| -- | -------------------- | --------------------------- | ----- |
| 1. | She Don't Fool Me    | Rick Parfitt, Andy Bown     | 4:35  |
| 2. | Young Pretender      | Francis Rossi, Bernie Frost | 3:34  |
| 3. | Get Out and Walk     | Parfitt, Bown               | 3:09  |
| 4. | Jealousy             | Rossi, Frost                | 2:54  |
| 5. | I Love Rock And Roll | Alan Lancaster              | 3:16  |

### Face 2
| No  | Titre                    | Auteur                         | Durée |
| --- | ------------------------ | ------------------------------ | ----- |
| 6.  | Resurrection             | Parfitt, Bown                  | 3:55  |
| 7.  | Dear John                | Jackie McAuley, John Gustafson | 3:12  |
| 8.  | Doesn't Matter           | Rossi, Frost                   | 3:38  |
| 9.  | I Want The World To Know | Lancaster, Keith Lamb          | 3:24  |
| 10. | I Should Have Known      | Rossi, Frost                   | 3:30  |
| 11. | Big man                  | Lancaster, Mick Green          | 3:43  |

### Titre Bonus de la réédition 2006
| No  | Titre                                           | Auteur                    | Durée |
| --- | ----------------------------------------------- | ------------------------- | ----- |
| 12. | Calling the Shots (face B du single "Jealousy") | Parfitt, Bown             | 4:53  |
| 13. | Hold You Back (de Live at the N.E.C.)           | Rossi, Bob Young, Parfitt | 4:41  |
| 14. | Over the Edge (de Live at the N.E.C.)           | Lancaster, Lamb           | 4:20  |

### Réédition 2018 Deluxe Edition

#### Disque 1
- Album original

#### Disque 2
1. Calling the Shots (Parfitt, Bown) - 4:53  Les chansons qui suivent proviennent d'une répétition.
2. Break the Rules (Rossi, Young, Parfitt, Lancaster, John Coghlan) - 1:14
3. When The Girl In Your Arms (Is The Girl In Your Heart) (Sid Tepper, Roy Bennett) - 1:49
4. Half-Way to Paradise (Carole King, Gerry Goffin) - 2:05
5. Cathy's Clown (Don Everly) - 1:25
6. It's Only Make Believe (Conway Twitty, Jack Nance) - 1:38
7. Walk On By (Burt Bacharach, Hal David) - 2:16
8. Singing the Blues (Melvin Endsley) - 2:12
9. Jealous Heart (Jenny Lou Carson) - 1:24
10. Down the Dustpipe (Carl Grossman)- 1:58
11. Wild Side of Life (Arlie Carter, William Warren) - 5:59
12. Lover Please / Let's Twist Again / Rock 'N' Roll Music (Billy Swan / Kal Mann, Dave Appell / Chuck Berry) - 3:33
13. He'll Have To Go / Pictures of Matchstick Men (Joe & Audrey Allison / Rossi) - 4:46
14. Unspoken Words (Rossi, Young) - 3:08
15. Blueberry Hill (Vincent Rose, Al Lewis, Larry Stock) - 2:26
16. Gimme Some Lovin' (Stevie Winwood, Spencer Davis, Muff Winwood) - 2:03
17. Time To Fly / Railroad (Rossi, Young) - 5:15
18. Umleitung (Lancaster, Roy Lynes) - 3:22
19. Someones's Learning (Lancaster) - 1:51
20. It Doesn't Matter Anymore (Rossi, Frost) - 2:03
21. Red River Rock (Tom King, Ira Mack, Fred Mendelsohn) - 2:29
22. Like A Good Girl / Mean Girl (Rossi, Young) - 3:01
23. Stay the Night (Rossi, Frost, Miller) - 3:52

## Musiciens

### Status Quo
- Francis Rossi : chant, guitares
- Rick Parfitt : guitares, chant
- Alan Lancaster : basse, chant
- Andy Bown : claviers, chœurs
- Pete Kircher : batterie, percussion

### Musiciens additionnels
- Bernie Frost : chœurs

## Classements et certifications

### Album

#### Classements
| Pays                          | Durée du classement | Meilleur classement | Date          |
| ----------------------------- | ------------------- | ------------------- | ------------- |
| Allemagne (GfK Entertainment) | 9 semaines          | 29e                 | 17 mai 1982   |
| Autriche (Ö3 Austria Top 40)  | 4 semaines          | 16e                 | 1er juin 1982 |
| Norvège (VG-lista)            | 10 semaines         | 7e                  | 10 mai 1982   |
| Pays-Bas (MegaCharts)         | 8 semaines          | 15e                 | 22 mai 1982   |
| Royaume-Uni (UK Albums Chart) | 20 semaines         | 1re                 | 18 avril 1982 |
| Suède (Sverigetopplistan)     | 3 semaines          | 21e                 | 18 mai 1982   |

#### Certifications
| Pays        | Certification | Ventes    | Date        |
| ----------- | ------------- | --------- | ----------- |
| Royaume-Uni | Or            | 100 000 + | 26 mai 1982 |

### Single
| Single            | Chart              | Durée du classement | Position | Date          |
| ----------------- | ------------------ | ------------------- | -------- | ------------- |
| Dear John         | (V) (Ultratop)     | 3 semaines          | 18e      | 8 mai 1982    |
| Dear John         | (IRMA)             | 5 semaines          | 10e      | 11 avril 1982 |
| Dear John         | (Single Top 100)   | 5 semaines          | 24e      | 1er mai 1982  |
| Dear John         | (UK Singles Chart) | 8 semaines          | 10e      | 11 avril 1982 |
| She Don't Fool Me | (UK Singles Chart) | 5 semaines          | 36e      | 20 juin 1982  |